# الکسیس مارتین وودال
الکسیس مارتین وودال (انگلیسی: Alexis Martin Woodall؛ زادهٔ ۳۰ ژوئن ۱۹۸۰) تهیه‌کننده و مدیر اجرایی تولید کمپانی رایان مورفی پروداکشنز است. وی از سال ۲۰۰۳ میلادی تاکنون مشغول فعالیت بوده است.
وودال تاکنون برندهٔ جوایزی همچون جایزه امی ساعات پربیننده برای مجموعه تلویزیونی کوتاه برجسته، جایزه امی ساعات پربیننده برای بهترین فیلم تلویزیونی، و جایزه گلدن گلوب بهترین مجموعه تلویزیونی کوتاه یا فیلم تلویزیونی شده است. او تاکنون سه بار به عنوان تهیه‌کننده فیلم‌های قلب طبیعی، مردم علیه او. جی. سیمپسون: داستان جنایی آمریکایی و ترور جانی ورساچه: داستان جنایی آمریکایی برنده جایزه امی ساعات پربیننده شده است. وودال برای سریال‌های مردم علیه او.جی. سیمپسون: داستان جنایی آمریکایی و ترور جانی ورساچه: داستان جنایی آمریکایی برنده جایزه گلدن گلوب نیز شده است.

## اوایل زندگی و تحصیلات
وودال در آتلانتا، جورجیا به دنیا آمد و بزرگ شد. او در نه سالگی به آرورا، کلرادو نقل مکان کرد و از دبیرستان چری کریک فارغ‌التحصیل شد. او در رشته لیسانس هنر در مطالعات فیلم و لیسانس هنرهای زیبا در تولید فیلم در دانشگاه کلرادو بولدر تحصیل کرد.

## فعالیت حرفه‌ای
پس از فارغ‌التحصیلی از دانشگاه کلرادو بولدر، وودال به لس آنجلس نقل مکان کرد و به عنوان دستیار تولید در مجموعه تلویزیونی نیپ/تاک رایان مورفی استخدام شد. پس از فارغ‌التحصیلی از دانشگاه کلرادو بولدر، وودال به لس آنجلس نقل مکان کرد و به عنوان دستیار تولید در برنامه رایان مورفی نیپ/تاک استخدام شد. او خیلی زود به جایگاه تهیه‌کننده وابسته و در نهایت تهیه‌کننده اصلی در فصل آخر نیپ/تاک ارتقا یافت. پس از پایان نیپ/تاک، وودال به همکاری با مورفی به عنوان تهیه‌کننده در سریال‌های تلویزیونی جدیدش گلی، داستان ترسناک آمریکایی: تیمارستان و معمولی جدید و همچنین فیلم سینمایی قلب طبیعی ادامه داد. در سال ۲۰۱۵، وودال به سمت تهیه‌کننده اجرایی ارتقا یافت و در این سمت در سریال‌های ملکه جیغ، درگیری، ژست، داستان ترسناک آمریکایی، داستان جنایی آمریکایی، ۹-۱-۱، ۹-۱-۱: تک ستاره و همچنین سیاستمدار و رچد فعالیت کرده است. او همچنین به عنوان تهیه‌کننده اجرایی در مستند عشق پنهانی و اقتباس سینمایی آینده از اثر موزیکال جشن رقص پایان سال کار کرده است. الکسیس مارتین وودال به عنوان تهیه کننده اجرایی در مجموعه تلویزیونی درام حقوقی آینده به نام All's Fair که توسط رایان مورفی ساخته شده است حضور خواهد داشت.
وودال برندهٔ جوایزی همچون جایزه امی ساعات پربیننده برای مجموعه تلویزیونی کوتاه برجسته، جایزه امی ساعات پربیننده برای بهترین فیلم تلویزیونی، و جایزه گلدن گلوب بهترین مجموعه تلویزیونی کوتاه یا فیلم تلویزیونی شده است. او تاکنون سه بار به عنوان تهیه‌کننده فیلم‌های قلب طبیعی، مردم علیه او. جی. سیمپسون: داستان جنایی آمریکایی و ترور جانی ورساچه: داستان جنایی آمریکایی برنده جایزه امی ساعات پربیننده شده است. وودال برای مجموعه‌های تلویزیونی مردم علیه او.جی. سیمپسون: داستان جنایی آمریکایی و ترور جانی ورساچه: داستان جنایی آمریکایی برنده جایزه گلدن گلوب نیز شده است.

## زندگی شخصی
وودال و همسرش دیو، رستورانی را در لس آنجلس به نام شاه ماهی قرمز اداره می‌کنند. او همچنین کیبورد و تنبور می نوازد و در یک گروه هنری مستقل به نام Kissing Cousins به عنوان خوانندهٔ پس‌زمینه فعالیت دارد.